# Echo Klassik
Der Echo Klassik (eigene Schreibweise ECHO KLASSIK) war ein deutscher Musikpreis für Persönlichkeiten und Produktionen aus dem Bereich der klassischen Musik. Der Echo Klassik war der zweitälteste von drei Echo-Musikpreisen und wurde von der Deutschen Phono-Akademie von 1994 bis 2017 jährlich vergeben. Neben dem Echo Klassik gab es noch den Echo Pop und Echo Jazz. Die Verleihung des Echo Klassik wurde am 25. April 2018 eingestellt, nachdem die Verleihung des Echo Pop 2018 dazu geführt hatte, dass der Echo „als Plattform für Antisemitismus, Frauenverachtung, Homophobie oder Gewaltverharmlosung wahrgenommen“ wurde. Als Nachfolger wurde der Opus Klassik ins Leben gerufen.

## Beschreibung
Das wesentliche Ziel des Echo Klassik war es, nicht nur Weltstars für ihre musikalischen Leistungen auszuzeichnen, sondern auch herausragende junge Talente mit der Auszeichnung zu fördern. Der Echo Klassik wurde von einer Jury vergeben, die ihr Urteil nach künstlerischer Qualität wie auch nach Publikumserfolg fällte. Die Vergabe des Echo Klassik spiegelte damit vor allem die „Wertschätzung durch Musikverkäufe“ wider. In der letzten bekanntgewordenen Jury befand sich kein Musikkritiker, kein Musikwissenschaftler und kein herausragender aktiver Musiker (siehe Deutsche Phono-Akademie). Die Jury setzte sich aus dem Arbeitskreis Klassik des Bundesverbandes Musikindustrie, unabhängigen Branchenexperten und der ZDF-Musikredaktion zusammen.
Seit 2001 erschien jährlich, kurze Zeit nach jeder Echo-Klassik-Verleihung, die Best-of-Klassik-Kompilation mit Gewinnern und Nominierten der jährlichen Verleihung.
Von 2009 bis 2014 erschien jährlich ein Echo-Klassik-Magazin mit Hintergründen, Storys, Interviews und Berichten rund um den Echo Klassik.

## Einreichungsregularien
Grundlage für die Einreichung waren Tonträgerveröffentlichungen eines Künstlers aus dem Genre Klassik. Ob der Tonträger dem Genre Klassik zuzuordnen war, entschied die Einordnung in der PHONONET-Datenbank. Zur Einreichung berechtigt waren alle Tonträgerhersteller, deren Tonträger ständig im deutschen Markt vertrieben wurden und die entsprechenden Vertriebsrechte an den Tonträgeraufnahmen der Künstler besaßen. Für die Preisvergabe waren, unabhängig von ihrer Nationalität, alle Künstler der klassischen Musik qualifiziert, die zum Zeitpunkt der Einreichung im Musikleben und am Tonträgermarkt tätig waren. Der Einreichungszeitraum fiel auf den März jeden Jahres. Der Bewertungszeitraum fiel vom Jahresanfang des abgelaufenen Kalenderjahres bis zum Einreichungszeitraum des aktuellen Jahres. Die Tonträger mussten im Bewertungszeitraum erstmals veröffentlichte Aufnahmen enthalten, deren Anteil an der Gesamtspieldauer der Veröffentlichung mindestens 50 % betragen mussten. Im Vorjahr eingereichte Produkte durften nicht erneut eingereicht werden.
Für jedes eingereichte Produkt wurde eine einmalige Gebühr in Höhe von 50,00 Euro erhoben. Die Jury wählte aus den Einreichungen für die einzelnen Kategorien den jeweiligen Preisträger mit einfacher Mehrheit. Gegen die Entscheidung der Jury war der Rechtsweg ausgeschlossen. Ein Rechtsanspruch auf Berücksichtigung im Einreichungsverfahren oder auf die ausgelobten Preise existierte nicht.

## Veranstaltungen
| Veranstaltung      | Ort                                      | Moderatoren                         | Fernsehübertragung       |
| ------------------ | ---------------------------------------- | ----------------------------------- | ------------------------ |
| 24. März 1994      | Köln, Flora                              | Senta Berger                        | keine Fernsehübertragung |
| 30. März 1995      | Hamburg, Rathaus                         | Senta Berger                        | keine Fernsehübertragung |
| 15. September 1996 | Dresden, Semperoper                      | Senta Berger und Gunther Emmerlich  | ZDF                      |
| 14. September 1997 | München, Prinzregententheater            | Senta Berger und Jochen Kowalski    | ZDF                      |
| 25. Oktober 1998   | Hamburg, Laeiszhalle                     | Senta Berger und Roger Willemsen    | ZDF                      |
| 24. Oktober 1999   | Weimar, Deutsches Nationaltheater        | Senta Berger und Roger Willemsen    | ZDF                      |
| 22. Oktober 2000   | Berlin, Schauspielhaus am Gendarmenmarkt | Senta Berger und Roger Willemsen    | ZDF                      |
| 30. September 2001 | Baden-Baden, Festspielhaus               | Senta Berger und Roger Willemsen    | ZDF                      |
| 13. Oktober 2002   | Frankfurt, Alte Oper                     | Senta Berger                        | ZDF                      |
| 26. Oktober 2003   | Dortmund, Konzerthaus                    | Senta Berger                        | ZDF                      |
| 24. Oktober 2004   | München, Philharmonie im Gasteig         | Senta Berger                        | ZDF                      |
| 16. Oktober 2005   | München, Philharmonie im Gasteig         | Senta Berger                        | ZDF                      |
| 22. Oktober 2006   | München, Philharmonie im Gasteig         | Maria Furtwängler                   | ZDF                      |
| 21. Oktober 2007   | München, Philharmonie im Gasteig         | Maria Furtwängler                   | ZDF                      |
| 19. Oktober 2008   | München, Philharmonie im Gasteig         | Götz Alsmann und Natalia Wörner     | ZDF                      |
| 18. Oktober 2009   | Dresden, Semperoper                      | Götz Alsmann und Natalia Wörner     | ZDF                      |
| 17. Oktober 2010   | Essen, Philharmonie                      | Thomas Gottschalk                   | ZDF                      |
| 2. Oktober 2011    | Berlin, Konzerthaus                      | Thomas Gottschalk                   | ZDF                      |
| 14. Oktober 2012   | Berlin, Konzerthaus                      | Nina Eichinger und Rolando Villazón | ZDF                      |
| 6. Oktober 2013    | Berlin, Konzerthaus                      | Nina Eichinger und Rolando Villazón | ZDF                      |
| 26. Oktober 2014   | München, Philharmonie im Gasteig         | Nina Eichinger und Rolando Villazón | ZDF                      |
| 18. Oktober 2015   | Berlin, Konzerthaus                      | Nina Eichinger und Rolando Villazón | ZDF                      |
| 9. Oktober 2016    | Berlin, Konzerthaus                      | Thomas Gottschalk                   | ZDF                      |
| 29. Oktober 2017   | Hamburg, Elbphilharmonie                 | Thomas Gottschalk                   | ZDF                      |

## Preisträger
Bevor 1994 der Echo Klassik als eigene Preisverleihung etabliert wurde, wurden bereits 1992 und 1993 bei der Echo-Pop-Verleihung die besten nationalen und internationalen Künstler im Bereich der klassischen Musik ausgezeichnet.

### Mehrfachgewinner
| 13 Echos - Cecilia Bartoli - Berliner Philharmoniker - Nikolaus Harnoncourt - Sir Simon Rattle 10 Echos - Anna Netrebko 9 Echos - Concerto Köln - Lang Lang - Anne-Sophie Mutter 8 Echos - Claudio Abbado - Murray Perahia - Rundfunkchor Berlin - Christian Zacharias | 7 Echos - Daniel Barenboim - Ensemble Modern - Freiburger Barockorchester - Hilary Hahn - Daniel Hope - Mariss Jansons - Jonas Kaufmann - London Symphony Orchestra (& Chorus) - Sabine Meyer - Emmanuel Pahud 6 Echos - Martha Argerich - Ian Bostridge - Renée Fleming - Sol Gabetta - John Eliot Gardiner - Deutsche Grammophon - René Jacobs - Philippe Jaroussky - Radio-Sinfonieorchester Stuttgart des SWR - RIAS Kammerchor - Thomas Quasthoff - Symphonieorchester des Bayerischen Rundfunks - Rolando Villazón | 5 Echos - Pierre-Laurent Aimard - Alban Berg Quartett - Giovanni Antonini - Andrea Bocelli - Josep Carreras - Concentus Musicus Wien - Duo Tal & Groethuysen - Thomas Hengelbrock - Il Giardino Armonico - Janine Jansen - Marek Janowski - Nigel Kennedy - Leipziger Streichquartett - Antonio Pappano - Maurizio Pollini - Quatuor Ébène - Helmuth Rilling - Rundfunk-Sinfonieorchester Berlin - Günter Wand - Bruno Weil - Frank Peter Zimmermann | \| Platz \| Nation \| Echos \| \| ----- \| ---------------------- \| ----- \| \| 1 \| Deutschland \| 714 \| \| 2 \| Vereinigtes Königreich \| 135 \| \| 3 \| Vereinigte Staaten \| 130 \| \| 4 \| Italien \| 98 \| \| 5 \| Frankreich \| 96 \| \| 6 \| Russland \| 86 \| \| 7 \| Österreich \| 75 \| \| 8 \| Schweiz \| 48 \| \| 9 \| Lettland \| 29 \| \| 10 \| Spanien \| 28 \| |
| Platz | Nation | Echos | |
| 1 | Deutschland | 714 | |
| 2 | Vereinigtes Königreich | 135 | |
| 3 | Vereinigte Staaten | 130 | |
| 4 | Italien | 98 | |
| 5 | Frankreich | 96 | |
| 6 | Russland | 86 | |
| 7 | Österreich | 75 | |
| 8 | Schweiz | 48 | |
| 9 | Lettland | 29 | |
| 10 | Spanien | 28 | |

### Besonderheiten
- Thomas Quasthoff (2007) – Erstmals und bis heute letztmals gewann ein Künstler drei Preise an einem Abend.